# Goudveil (geslacht)
Goudveil (Chrysosplenium) is een plantengeslacht uit de steenbreekfamilie (Saxifragaceae). Het geslacht kent 57 soorten. Soorten komen voor in de arctische en noordelijke gematigde delen van het noordelijk halfrond, met de hoogste soortendiversiteit in Oost-Azië. Twee soorten komen los van elkaar voor in Zuid-Amerika. 
De planten zijn kruidachtig, meerjarig en worden tot 20 centimeter hoog. Ze groeien meestal op natte, schaduwrijke locaties in bossen. De bladeren zijn afgerond, handvormig geaderd, met een gelobde rand; ze kunnen verspreid of gepaard gerangschikt zijn, afhankelijk van de soort. 
De bloemen zijn klein, geel of geelgroen, met vier bloembladen. De bloemen staan in kleine trossen aan de top van de scheuten en worden omringd door groene schutbladeren. Het grootste deel van de groei en bloei vindt plaats in het vroege voorjaar, wanneer er meer licht beschikbaar is onder loofbomen.
In Nederland en België komen twee soorten voor:
- Verspreidbladig goudveil (Chrysosplenium alternifolium)
- Paarbladig goudveil (Chrysosplenium oppositifolium)